# 瓦尔帕莱索大学 (智利)

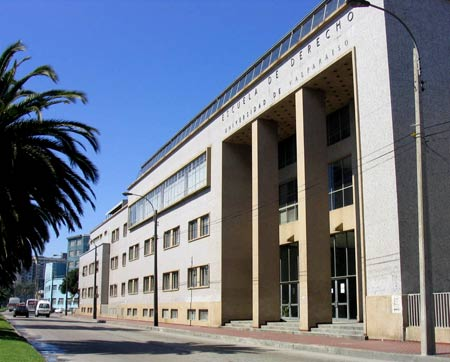
智利大学旧“瓦尔帕莱索校区”瓦尔帕莱索大学法律学院

瓦尔帕莱索大学（西班牙語：Universidad de Valparaíso）是智利的一所国立大学，是智利传统大学中的一所衍生大学。瓦尔帕莱索大学的校长所在地及主要校区是在瓦尔帕莱索市。该校成立于1981年2月12日，是从创立于1972年智利大学瓦尔帕莱索校区衍生而成的。